# 안 예델룬드
안 예델룬드(스웨덴어: Ann Jäderlund, 1955년 11월 9일 ~ )는 스웨덴의 시인, 극작가이다. 1985년 첫 시집 《삼각도시》(Vimpelstaden)을 냈다. 2004년 도블로 상을 수상했다.